# Накацуґава

35°29′15″ пн. ш. 137°30′2″ сх. д. / 35.48750° пн. ш. 137.50056° сх. д.
Накацуґа́ва (яп. 中津川市, なかつがわし, МФА: [nat͡sugawa ɕi̥]) — місто в Японії, в префектурі Ґіфу.

## Короткі відомості
Розташоване в південно-східній частині префектури, на березі річки Накацу, у підніжжя долини Кісо. Виникло на основі постоялого містечка раннього нового часу на Середгірському шляху. Отримало статус міста 1 квітня 1952 року. Основою економіки є сільське господарство, харчова промисловість, целюлозно-паперова промисловість, виробництво електроприладів, комерція. Станом на 1 квітня 2009 площа міста становила 676,38 км².

## Демографія
За даними японського перепису населення, чисельність населення Накацуґави досягла піка приблизно у 2000 році та відтоді зменшується. Станом на 1 липня 2011 населення міста становило 80 604 осіб.

## Уродженці
- Сімадзакі Тосон — письменник, поет.